# タランテラ (企業)
Tarantella は、1993年以降 Santa Cruz Operation (SCO) が開発・販売していたソフトウェア製品シリーズの名称である。2001年、SCO は タランテラ製品部門以外を現在の The SCO Group に売却し、社名をタランテラ（英: Tarantella, Inc.）に変更した。2005年7月13日、サン・マイクロシステムズがタランテラを2500万ドルで買収した。現在、タランテラはサンの一部門となっている。
かつての Tarantella は Sun Secure Global Desktop という名称で販売されている。

## 製品名としての Tarantella
1993年、Santa Cruz Operation はイギリスのケンブリッジにあるソフトウェア企業 IXI Limited を買収した。同社は X.desktop という製品でよく知られていた。1994年にはリーズにある Visionware（XVision という製品が有名）を買収した。1995年、IXI と Visionware の開発チームが統合され、SCO のクライアント統合部門となった。
クライアント統合部門はSCOの中でも独立性の高い部門であった。Microsoft Windows と UNIX の統合関連のソフトウェアに特化し、独自にウェブサイトを運営し、SCOと競合する各種UNIXプラットフォームにも製品を移植していた。同部門とSCOの他の部分には軋轢が生じていたと言われている。
1997年、クライアント統合部門は Vision97 製品ファミリをリリースした（後に Vision2K となった）。これには、XVision Eclipse（PC Xサーバ）、VisionFS（UNIX用 CIFS サーバ）、TermVision（Windows 向け端末エミュレータ）、SuperVision（Windows からのユーザー集中管理）、SQL-Retriever（ODBC準拠のデータベース接続ソフト）、TermLite（TermVisionの廉価版）が含まれる。VisionFS はケンブリッジの開発チームが一から開発し、その他はリーズの開発チームが既存の Visionware の新バージョンとして開発した。
Vision97 の開発に並行して、Tarantella というコード名の新製品開発プロジェクトが1996年に開始された。このプロジェクトの目標は "any application, any client, anywhere"（どんなアプリケーションでも、すべてのクライアントから、どこでも）であった。Java対応のウェブブラウザを搭載した任意のクライアント機器から、（バックエンドサーバ上で実行される）任意の種類のアプリケーションへのアクセスを提供するというものである。
Tarantella の最初のウェブサイトは、簡単なアプリケーションのデモと共に1996年12月に公開された。コード名が定着してしまったため、最終的な製品名にそのまま採用された。Tarantella の最初のリリースは1997年11月であった。その後、リビジョンアップと共にサポートするアプリケーションの種類（Microsoft Windows アプリケーションなど）とクライアントの種類（Javaサポートに依存しない Native Clients も追加）を拡大していき、スケーラビリティとセキュリティを強化していった。
1999年、Tarantella Enterprise II に改称し、機能限定版の Tarantella Express をLinux向けにリリースした。これは単なる改名であって、新バージョンがリリースされたわけではない。
2000年4月、SCO は組織改編し、全体を3つの部門に分けた。サーバソフトウェア部門、プロフェッショナルサービス部門、Tarantella部門である。このときすでにウェブサイトは tarantella.sco.com から www.tarantella.com に移っており、Tarantella というブランドが重要になってきていることがわかる。
2000年11月、バージョン 3.0 がリリースされ、サーバ側コードの大部分がJavaで書き換えられた。製品名は Tarantella Enterprise 3 となり、Linuxや主要なUNIX向けにリリースされた。その後 3.x のリリースが続き、シトリックス・システムズなどの類似製品との競争力を維持していった。

## 企業としてのタランテラ
2001年、UNIX事業を売却すると、同社は残った製品名を社名にした。売り上げは伸びたものの、目標には達せず、収益性はよくなかった。同社は2001年、2002年、2003年に人員整理を行った。
2003年、同社はNASDAQの SmallCap（小型株）市場での上場基準を守れなくなった。結果として5対1の株式併合を行わざるを得なくなった。同じ頃同社は、Canaveral iQ を開発している New Moon を買収した。Canaveral iQ は Microsoft Windows 向け端末サービスアプリケーションで、シトリックス・システムズと直接競合していた。
2003年も財政問題は続いた。7月、CEO の Doug Michels はヨーロッパにおける "isolated business practices" が前四半期の売り上げの計算に影響すると述べた。その後、それ以前の四半期の決算にも問題があることがわかり、結果として決算報告が遅れてしまい、NASDAQ の上場基準に再び抵触する事態となった。
2003年9月、会長（前CEO）Alok Mohan は Chief Financial Officer に就任し、Randall Bresee が解任された。その直後に同社はNASDAQでは扱われなくなり、店頭取引株となった。また10月には増資を行っている。
2003年12月11日、Doug Michels はCEOを解任され、後任には Frank Wilde が就任した。2004年1月6日、John Greeley が新たなCFOに指名された。
経営陣の入れ替えは2月にも続き、取締役会の大部分が入れ替えとなった。同じ頃、新たに1600万ドルの資金を調達し、グループウェアを販売している Caststream, Inc. を買収した（Caststream は Flank Wilde が新たに加えた取締役会のメンバーの一部が経営していた点に注意）。4月には決算報告を再開し、再上場の機会をうかがっていた。
2004年5月10日、同社は製品のブランド名を変更した。Tarantella Enterprise 3 は Secure Global Desktop, Enterprise Edition に、Canaveral iQ は Secure Global Desktop, Terminal Services Edition に改名された。
2005年5月10日、サン・マイクロシステムズはタランテラを2500万ドルで買収する提案をし、当局と株主の確認を求めた。サンはタランテラの顧客に90日以内に同社が吸収される旨の手紙を出した。2005年7月13日、買収完了が発表された。
2005年7月、サンは Secure Global Desktop, Terminal Services Edition (SGD-TSE) を イギリスの ProPalms に売却した。タランテラの同製品開発チームも ProPalms に移籍した。ProPalms はそれを ProPalms TSE とし、新たなバージョン 5.0 のリリースも行った。タランテラの同製品の顧客のサポートも行っている。
2006年7月、タランテラ部門は長年本社のあったサンタクルーズから引っ越した。建物は現在は学校になっている。